# Мырка, Александра
Алекса́ндра Мы́рка (рум. Alexandra Mîrca, 11 октября 1993, Кишинёв, Молдавия) — молдавская лучница. Участница летних Олимпийских игр 2016 и 2020, чемпионка Европы 2016 года.

## Биография
Александра Мырка родилась 11 октября 1993 года в Кишинёве.
Выступает в соревнованиях по стрельбе из лука за «Динамо» из Кишинёва.
В 2010 году участвовала в летних юношеских Олимпийских играх в Сингапуре, где заняла пятое место.
В индивидуальных соревнованиях в 1/16 финала победила Ирину Гуль из Белоруссии — 7:1, в 1/8 финала Элис Ингли из Австралии — 6:4, в 1/4 финала уступила будущей чемпионке Гвак Йеджи из Южной Кореи — 4:6, заняв в итоге 5-е место.
В миксте Мырка и Беньямин Ипсен из Дании в 1/16 финала выиграли у Ясамана Шириана из Ирана и Ибрагима Сабри из Египта — 6:5, а в 1/8 финала проиграли будущим чемпионам Глории Филиппи из Италии и Антону Карукину из Белоруссии — 4:6, поделив 9-16-е места.
В 2015 году вошла в состав сборной Молдавии на Европейских играх в Баку. В индивидуальных соревнованиях в 1/32 финала проиграла Анастасии Павловой с Украины — 0:6. В миксте вместе с Даном Олару не преодолела квалификацию, заняв 18-е место.
В 2016 году завоевала золотую медаль чемпионата Европы в Ноттингеме, победив в паре с Даном Олару в миксте в стрельбе из классического лука.
В 2017 году Мырка приняла участие на чемпионате мира в Мехико, где добралась до 1/16 финала в индивидуальном первенстве. В миксте стала 18-й.
В том же году вошла в состав сборной Молдавии на летних Олимпийских играх в Рио-де-Жанейро. В индивидуальных соревнованиях в 1/32 финала выиграла у Аиды Роман из Мексики — 6:4, в 1/16 финала проиграла У Цзясинь из Китая — 0:6.
В 2019 году вошла в состав сборной Молдавии на Европейских играх в Минске. В индивидуальных соревнованиях в 1/16 финала проиграла Веронике Марченко с Украины — 2:6. В миксте Мырка и Дан Олару в 1/16 финала выиграли у Флориана Фабера и Илианы Дейнеко из Швейцарии — 6:0, в 1/8 финала проиграли Кириллу Фирсову и Карине Козловской из Белоруссии — 2:6. Была знаменосцем сборной Молдавии на церемонии открытия Игр.
В том же году она показала лучший результат на этапах Кубка мира, завоевав серебряную медаль на этапе Кубка мира в Берлине в миксте. Там же в индивидуальном турнире она достигла 1/16 финала. На этапе в Анталии в миксте и индивидуальном первенстве она стала 6-й и 33-й, соответственно. На чемпионате мира в Хертогенбосе она стала седьмой в индивидуальном турнире, добравшись до четвертьфинала, а в турнире смешанных пар заняла 23-е место.
Александра Мырка выступила на Кубке мира 2021 года на этапе в Лозанне, где добралась до четвертьфинала и заняла итоговое седьмое место в индивидуальном первенстве, а в миксте достигла стадии 1/8 финала. Молдавская лучница выступила на Олимпийских играх 2020 года в Токио, перенесённых на 2021 год. Она заняла 51-е место в предварительном раунде и в первом раунде попала на Ян Сяолэй из Китая. Поединок завершился победой китаянки со счётом 0:6.